# Казарма 338 км
Каза́рма 338 км (рос. Казарма 338 км) — селище у складі Кетовського району Курганської області, Росія. Входить до складу Просвітської сільської ради.
Населення — 16 осіб (2010, 20 у 2002).